# Starrkirch-Wil
Pour les articles homonymes, voir Wil.
Starrkirch-Wil est une commune suisse du canton de Soleure, située dans le district d'Olten.